# Hans-Joachim Hinrichsen
Hans-Joachim Hinrichsen (* 21. August 1952 in Westerland auf Sylt) ist ein deutscher Musikwissenschaftler.

## Werdegang
Hinrichsen studierte Germanistik und Geschichte an der Freien Universität Berlin. Dem Abschluss des Staatsexamens (1980) folgte eine Unterrichtsphase am Gymnasium. In der Folge absolvierte er das Studium der Musikwissenschaft an der FU Berlin, das er 1992 mit dem Dr. phil. abschloss.
In den Jahren 1989 bis 1994 war er wissenschaftlicher Mitarbeiter am Musikwissenschaftlichen Institut der FU Berlin. 1998 habilitierte er sich mit dem Thema Musikalische Interpretation als kulturelle Praxis. Hans von Bülow und die ästhetische Konstruktion der deutschen Musik.
Hans-Joachim Hinrichsen war von 1999 bis 2018 Ordinarius für Musikwissenschaft an der Universität Zürich. 2008 wurde er zum Mitglied der Academia Europaea gewählt. Seit 2009 ist er korrespondierendes Mitglied der Österreichischen Akademie der Wissenschaften.
Hinrichsen ist Mitherausgeber des „Archivs für Musikwissenschaft“ und der „Schubert:Perspektiven“ im Franz Steiner Verlag. Daneben präsidierte er in den Jahren 2001–2007 die Allgemeine Musik-Gesellschaft Zürich (AMG) und bis in die Gegenwart die Internationale Bachgesellschaft Schaffhausen (IBG).
Zu seinen Forschungsschwerpunkten gehören u. v. a. Johann Sebastian Bach und Franz Schubert sowie musikanalytische Studien.

## Veröffentlichungen (Auswahl)
- Untersuchungen zur Entwicklung der Sonatenform in der Instrumentalmusik Franz Schuberts (= Veröffentlichungen des Internationalen Franz-Schubert-Instituts. 11). Schneider, Tutzing 1994, ISBN 3-7952-0784-3, (Zugleich: Berlin, Freie Universität, Dissertation, 1991/1992).
- Franz Schubert. (= Beck’sche Reihe. 2725 C. H. Beck Wissen.). C. H. Beck, München 2011, ISBN 978-3-406-62135-2.
- Beethoven. Die Klaviersonaten. Bärenreiter, Kassel u. a. 2013, ISBN 978-3-7618-1890-9.
- Ludwig van Beethoven. Musik für eine neue Zeit. Bärenreiter u. a., Kassel u. a. 2019, ISBN 978-3-7618-7091-4, (2., Auflage. ebenda 2020).
- Bruckners Sinfonien, ein musikalischer Werkführer. C. H. Beck, München 2016, ISBN 978-3-406-68808-9.

## Auszeichnungen
- 1993 Joachim-Tiburtius-Preis des Landes Berlin
- 1994 Grand Prix Franz Schubert des Internationalen Franz-Schubert-Instituts Wien